# Rentenbesteuerung
Die Rentenbesteuerung richtet sich nach § 22 EStG (sonstige Einkünfte). Zu den Sonstigen Einkünften gehören steuerrechtlich Privatrenten, teilweise die Versorgungssysteme der betrieblichen Altersversorgung und die gesetzlichen Renten, etwa die Renten aus der gesetzlichen Rentenversicherung oder den Versorgungswerken. Privatrenten und bestimmte Versorgungen aus der betrieblichen Altersversorgung werden mit dem Ertragsanteil (bestimmter jahrgangsbezogener Prozentsatz nach § 55 EStDV zu § 22 EStG) besteuert. Mit dem Alterseinkünftegesetz wurde die Besteuerung von Renten mit Wirkung ab 2005 geändert. Die Besteuerung der Beamtenpensionen und bestimmten Versorgungen aus der betrieblichen Altersversorgung (Rückdeckungen für Direktzusagen, oder Direktzusagen) erfolgt nach § 19 EStG, weil sie wie Arbeitseinkommen behandelt werden.

## Reform der Rentenbesteuerung 2004/2005
Am 6. März 2002 hatte das Bundesverfassungsgericht entschieden, dass die unterschiedliche steuerliche Behandlung von Beamtenpensionen und Renten aus der gesetzlichen Rentenversicherung gegen den Gleichheitsgrundsatz des Art. 3 Abs. 1 GG verstoße und daher verfassungswidrig sei. Das Gericht forderte den Gesetzgeber deshalb auf, spätestens bis zum 1. Januar 2005 die Rentenbesteuerung verfassungskonform neu zu regeln.
Die Argumentation des Bundesverfassungsgerichts lief im Wesentlichen darauf hinaus, dass die Arbeitgeberanteile zur Rentenversicherung nicht versteuert worden sind, daher enthalte die Rente einen Einkommensteil, der bis dahin nicht der Besteuerung unterlegen hat. Auch der Bundeszuschuss wurde als bisher nicht der Besteuerung unterlegen klassifiziert. Die Einbeziehung der Bundeszuschüsse zur Rentenversicherung „ist entgegen der einschlägigen Ausführungen des BVerfGUrteils im Rahmen der Besteuerung nur insoweit relevant, wie sie die versicherungsfremden Leistungen übertreffen.“
Die daraufhin eingerichtete Sachverständigenkommission unter Vorsitz von Bert Rürup entwickelte die Neuordnung der steuerlichen Behandlung von Altersvorsorgeaufwendungen und Altersbezügen. Das daraus abgeleitete Alterseinkünftegesetz trat zum 1. Januar 2005 in Kraft. Inzwischen hatten sich unter anderem durch diverse Gesetzesänderungen wichtige Rahmenbedingungen, die Grundlage der Empfehlung der Sachverständigenkommission waren, geändert. Aktualisierte Berechnungen zeigten, „dass es zu einer gravierenden Verschärfung der Problematik der Zweifachbesteuerung gekommen ist, sowohl hinsichtlich des Umfangs (Betrag der Differenz der steuerfreien Rentenzuflüsse und der versteuerten Beträge) als auch der Anzahl der Betroffenen“.

## Kritik an der Reform
Ob es nach der Reform zu einer verfassungswidrigen Doppelbesteuerung von eingezahlten Rentenbeiträgen und später ausgezahlter Rente kommt, ist unter Fachleuten umstritten. Schon im Jahr 2007 hieß es in einer vertraulichen Stellungnahme von Herbert Rische (damals Präsident der Deutschen Rentenversicherung) und Bert Rürup (ehemaliger Vorsitzender der Sachverständigenkommission) an das Bundesfinanz- und Bundessozialministerium, dass die neue Besteuerung „bei Zugrundelegung der aktuellen Rahmenbedingungen in erheblichem Umfang gegen das Verbot der Zweifachbesteuerung verstößt“. Die Bundestagsfraktion DIE LINKE brachte 2019 u. a. zur Vermeidung der Doppelbesteuerung im Bundestag einen Beschlussvorschlag ein. Einzelne Ökonomen wiederum kritisierten die in diesen Analysen unterlassene Realbetrachtung sowie die Berechnung der eventuellen Doppelbelastung. Bei systematischer Bewertung läge demnach keine Doppelbesteuerung vor. Jedoch ergäbe sich eine Doppelbelastung, wenn man die steuerlich absetzbaren Sonderausgaben, also die Beiträge zur gesetzlichen Kranken- und Pflegeversicherung der Rentner, nicht in den steuerfreien Teil der Rente einbezöge, so wie das in der bisherigen Berechnung der Fall sei. Gleichzeitig erging der Hinweis, dass eine Änderung des Einkommensteuergesetzes relativ einfach möglich sei; dann sei auch der Einzelnachweis von Doppelbesteuerung durch jeden einzelnen Rentner entbehrlich.
Im Mai 2021 wies der Bundesfinanzhof zwei Klagen ab, mit der Begründung, eine Doppelbesteuerung läge nach aktueller Rechtslage nicht vor. Zugleich führte das Gericht aus, bei künftigen Rentnerjahrgängen könne es zu unzulässiger Doppelbelastung in der Einzahlungs- und Auszahlungsphase kommen. Die Berechnung habe nach bestimmten Grundsätzen zu erfolgen: So seien das Nominalwertprinzip (ohne Wertsteigerungen) anzuwenden sowie Grundfreibetrag und Sonderausgaben in der Auszahlphase nicht in den steuerfreien Betrag einzubeziehen.

## Rentenbesteuerung bis 2004
Bis 2004 war der sogenannte Ertragsanteil der Rente einkommensteuerpflichtig. Abhängig vom Alter des Bezugsberechtigten bei Rentenbeginn wurde ein Satz von etwa 27 % bis 35 % der Rentenzahlung der Einkommensteuer unterworfen.
Erwerbsunfähigkeitsrenten stellen abgekürzte Leibrenten dar. Bis einschließlich 2004 erfolgte die Besteuerung nach § 55 Abs. 2 EStDV mit dem entsprechenden Ertragsanteil. Erfolgte eine Umwandlung der Erwerbsunfähigkeitsrente in eine Altersrente, war der Ertragsanteil nach § 22 Nr. 1 Satz 3 Buchst. a EStG a.F. anzusetzen.

## Rentenbesteuerung ab 2005

### Renten aus der gesetzlichen Rentenversicherung, Rürup-Renten
Für Renten aus der gesetzlichen Rentenversicherung, aus landwirtschaftlichen Alterskassen, aus berufsständischen Versorgungseinrichtungen und für Renten aufgrund einer privaten, kapitalgedeckten Leibrentenversicherung im Sinne des § 10 Abs. 1 Nr. 2 EStG (Basisrente (Rürup)) wird ab 2005 schrittweise die nachgelagerte Besteuerung verwirklicht.
Der Besteuerungsanteil bestimmt sich nicht mehr nach dem Lebensalter bei Renteneintritt, sondern ausschließlich nach dem Jahr des Renteneintritts. Dieser gilt dann für die gesamte Rentenbezugszeit. Alle Renten mit Beginn bis 2005 werden zu 50 % besteuert. Der steuerpflichtige Rentenanteil steigt in Schritten von 2 %-Punkten von 50 % im Jahre 2005 auf 80 % im Jahr 2020 und sollte in Schritten von einem 1 %-Punkt ab dem Jahr 2021 bis 100 % im Jahre 2040 ansteigen; der Anstieg wurde ab 2023 auf 0,5 % pro Jahr verlangsamt, sodass erst 2058 100 % erreicht werden.
Korrespondierend stieg die Abzugsfähigkeit der Beiträge zur Altersvorsorge als Sonderausgabe von 60 % im Jahr 2005 jährlich um 2 %; sie wurde 2023, zwei Jahre früher als geplant, auf 100 % erhöht.

### Rentenanpassungsbetrag
Der bei Rentenbeginn ermittelte steuerfreie Rentenanteil wird auf Basis des zweiten Rentenjahres ermittelt. Regelmäßige Rentenerhöhungen beeinflussen den steuerfreien Teil nicht, so dass regelmäßige Rentenerhöhungen voll zu versteuern sind. Ändert sich die Rentenhöhe aufgrund besonderer Ereignisse (z. B. Nachzahlungen, Einführung der Mütterrente, Kürzung von Witwenrente wegen anderer Einkünfte), ist der steuerfreie Anteil neu zu berechnen. Der steuerfreie Anteil ändert sich im Verhältnis der geänderten Rente zu derjenigen Rente, die für die erstmalige Ermittlung des steuerfreien Anteils maßgeblich war. Die Summe der bis zur Neuberechnung erfolgten regelmäßigen Rentenerhöhungen ist der Rentenanpassungsbetrag. Dieser ist bei der Neuberechnung des steuerfreien Rentenanteils vom Betrag der geänderten Rente abzuziehen. Er ist vom Rententräger nach § 22a EStG an die Finanzverwaltung zu übermitteln.

### Andere Renten
Versorgungs- und Entschädigungsrenten, etwa Renten der Berufsgenossenschaft (Unfallrente) oder Kriegsbeschädigtenrenten, bleiben steuerfrei.
Leibrenten aus privaten Rentenversicherungsverträgen, die nicht Riester- oder Basisrenten sind, sowie Direktversicherungen nach § 40 b EStG unterliegen auch weiterhin lediglich der Besteuerung mit dem Ertragsanteil. Auch Leibrenten aus Veräußerungsgeschäften werden grundsätzlich mit dem Ertragsanteil besteuert. Der Ertragsanteil ist je nach Alter bei Rentenbeginn unterschiedlich hoch und beträgt zwischen 59 % (Alter bei Rentenbeginn 1 Jahr) und 1 % (Alter bei Rentenbeginn 97 Jahre).

## Werbungskosten und Freibeträge
Wie bei anderen Einkunftsarten können auch bei Renten Werbungskosten und Freibeträge geltend gemacht werden. Die Werbungskostenpauschale beträgt 102 Euro jährlich. Ab dem 65. Lebensjahr gibt es einen Altersentlastungsbetrag, dessen Höchstbetrag 2005 bei 1900 Euro und 2015 bei 1140 Euro lag; dieser Freibetrag wird schrittweise bis 2058 auf 0 Euro gesenkt (§ 24a EStG).

## Rentenbezugsmitteilungen
Gesetzliche und private Rententräger sind verpflichtet, Rentenbezugsmitteilungen für Rentenjahre ab 2005 auf elektronischem Weg an die Finanzverwaltung zu übermitteln (§ 22a EStG). Die Organisation des Datentransfers obliegt der Zentralen Zulagenstelle für Altersvermögen (ZfA) und begann im Jahr 2009.
Bescheinigungen des Rententrägers, die nicht an die Finanzverwaltung direkt übermittelt werden, sondern der Information der Rentner dienen, werden ebenfalls als Rentenbezugsmitteilung oder auch als Rentenbezugsbescheinigung bezeichnet. Die gesetzliche Rentenversicherung versendet diese Bescheinigung auf Anforderung.

## Beispielrechnung
Unterstellt wird in folgendem Beispiel, dass neben der Rente keine weiteren steuerpflichtigen Einkünfte erzielt werden und die Höhe der Rente, das steuerfreie Existenzminimum und die übrigen steuerlichen Rahmendaten (z. B. Steuersatz, Solidaritätszuschlag etc.) über den gesamten Zeitraum des Rentenbezugs unverändert bleiben. Der Altersentlastungsbetrag ist bei dieser Berechnung jedoch nicht berücksichtigt worden.
- Brutto-Rente 15.686 €
- davon steuerfrei 50 % (bezogen auf Renteneintritt 2005) = 7.843 €
- steuerpflichtig bleiben 7.843 €
- abzüglich Werbungskostenpauschale 102 €
- bleiben Einkünfte von 7.741 €
- abzüglich Sonderausgabenpauschale 36 €
- abzüglich Vorsorgeaufwendungen 1.286 €
- bleiben zu versteuern 6.419 €
- Steuer = 0 €, da Grundfreibetrag (für Alleinstehende: 11.604 € – Stand: 2024) nicht überschritten.

Für eine Ausgangs-Brutto-Rente von 15.686 € ergeben sich abhängig vom jeweiligen Eintrittsjahr, Abzüge wie oben und ohne Berücksichtigung von Rentensteigerungen und Grundfreibetragsanhebungen, folgende Werte:
| Eintrittsjahr | steuerpflichtiger Anteil | zu versteuern (Berechnung s. o.) | Einkommen- Steuer (Tarif 2024) | Nettorente pro Jahr |
| ------------- | ------------------------ | -------------------------------- | ------------------------------ | ------------------- |
| 2005          | 50 %                     | 6.419 €                          | 0 €                            | 14.400 €            |
| 2006          | 52 %                     | 6.733 €                          | 0 €                            | 14.400 €            |
| 2007          | 54 %                     | 7.046 €                          | 0 €                            | 14.400 €            |
| 2008          | 56 %                     | 7.360 €                          | 0 €                            | 14.400 €            |
| 2009          | 58 %                     | 7.674 €                          | 0 €                            | 14.400 €            |
| 2010          | 60 %                     | 7.988 €                          | 0 €                            | 14.400 €            |
| ...           | +2 % p. a.               | €                                | €                              | €                   |
| 2015          | 70 %                     | 9.556 €                          | 0 €                            | 14.400 €            |
| ...           | +2 % p. a.               | €                                | €                              | €                   |
| 2020          | 80 %                     | 11.125 €                         | 0 €                            | 14.400 €            |
| ...           | +1 % p. a.               | €                                | €                              | €                   |
| 2022          | 82 %                     | 11.439 €                         | 0 €                            | 14.400 €            |
| ...           | +0,5 % p. a.             | €                                | €                              | €                   |
| 2025          | 83,5 %                   | 11.674 €                         | 9 €                            | 14.391 €            |
| ...           | +0,5 % p. a.             | €                                | €                              | €                   |
| 2030          | 86 %                     | 12.066 €                         | 66 €                           | 14.334 €            |
| ...           | +0,5 % p. a.             | €                                | €                              | €                   |
| 2040          | 91 %                     | 12.850 €                         | 188 €                          | 14.212 €            |
| 2058          | 100 %                    | ??? €                            | ???€                           | ??? €               |